# 蔺阿强
蔺阿强（1979年—），陕西户县人，汉族，中华人民共和国政治人物、第十二届全国人民代表大会解放军代表。
毕业于西安建筑科技大学机械设计与制造专业。加入中国共产党。2013年，担任全国人大代表。